# Navarre (Ohio)
Pour les articles homonymes, voir Navarre (homonymie).
Navarre est un village américain situé dans le comté de Stark, dans l'Ohio. Selon le recensement de 2010, sa population est de 1 957 habitants.